# Ichthys

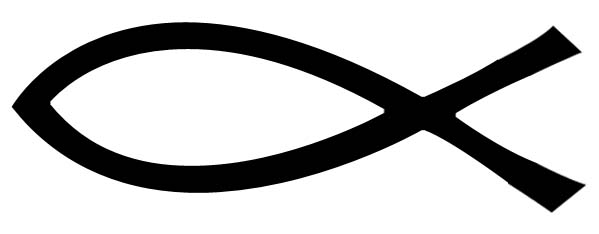
Ichthys

Ichthys pisany też ichtys – w języku starogreckim oznacza „ryba” (ἰχθύς, ΙΧΘΥΣ). Jest znakiem pierwszych chrześcijan i symbolizuje Jezusa Chrystusa. To akrostych, czyli słowo, które można utworzyć z pierwszych liter wyrazów w zdaniu. Ichthys (ΙΧΘΥΣ) składa się ze starogreckich słów:
ΙΗΣΟΥΣ, Ἰησοῦς (Iēsoûs) – Jezus
ΧΡΙΣΤΟΣ, Χριστὸς (Christós) – Chrystus
ΘΕΟΥ, Θεοῦ (Theoû) – Boga
ΥΙΟΣ, Υἱὸς (Hyiós) – Syn
ΣΩΤΗΡ, Σωτήρ (Sōtér) – Zbawiciel

## Historia
Ryba jako symbol znana była jeszcze w czasach przedchrześcijańskich. Już w kulturach starożytnego Wschodu wizerunek ryby miał charakter symboliczny.

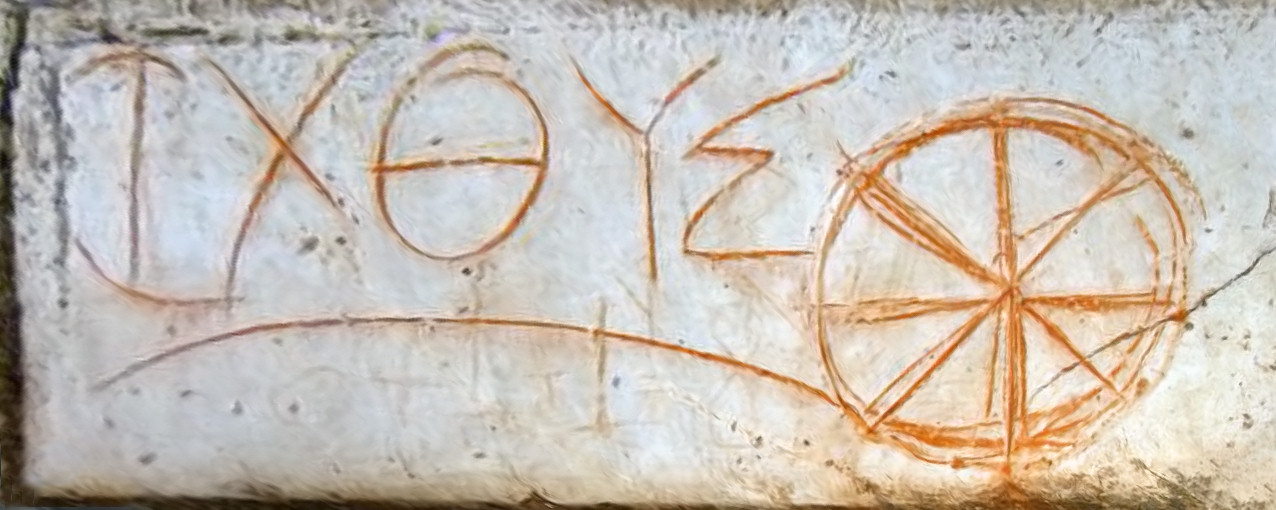
Wczesnochrześcijański napis ΙΧΘΥΣ wykuty w marmurze w Efezie.

W czasie prześladowań pierwszych chrześcijan, podobizna ryby była ich znakiem rozpoznawczym. Ryba jako symbol Chrystusa posiada dwojakie odniesienie: po pierwsze – łączy się z chrztem, gdyż żywiołem ryby jest woda; po drugie – ma odniesienie do eucharystii, która jest świętym pokarmem chrześcijan. Na malowidłach w katakumbach ryba jest symbolem eucharystii. Do IX wieku na wszystkich przedstawieniach Ostatniej Wieczerzy, ryba znajduje się obok chleba i kielicha (ma to też swoje uzasadnienie w Biblii, ryba jako pokarm błogosławiony przez Jezusa pojawia się wielokrotnie w Ewangeliach). Jako symbol chrześcijaństwa była używana znacznie wcześniej niż krzyż, który tak ważnym symbolem stał się dopiero w IV wieku - i do dziś jest używana.
Od końca XX wieku można zaobserwować renesans znaku Ichthys i to nie tylko wśród zielonoświątkowców, innych denominacji protestanckich, czy Koptów, ale także coraz częściej wśród katolików. Krzyż jest znakiem męki Chrystusa i jego śmierci, a ryba jest znakiem życia, stąd też jej popularność zwłaszcza wśród współczesnej młodzieży chrześcijańskiej. Symbol ten można zauważyć na niektórych samochodach, a wielki pomnik w kształcie ryby zbudowano jako "Bramę trzeciego tysiąclecia" nad Jeziorem Lednickim – miejscu dorocznych spotkań religijnych polskiej młodzieży katolickiej (w czerwcu) i ludzi starszych (we wrześniu). Ichthys umieszczono także w logotypie stacji religia.tv koncernu ITI. W połączeniu z krzyżem stanowi symbol Kościołów starokatolickich. 
Znak ten może również w interpretacjach astrologicznych oznaczać erę Ryb, która dobiega końca, a następna po niej jest era Wodnika.